# Фонте ди Папа (Рим)
Фонте ди Папа је насеље у Италији у округу Рим, региону Лацио.
Према процени из 2011. у насељу је живело 74 становника. Насеље се налази на надморској висини од 24 м.